# 大野定
大野 定（おおの さだめ、生年月日不明 - 1884年（明治17年）8月）は、三河国碧海郡刈谷町（現在の愛知県刈谷市）出身の刈谷藩家老・政治家。愛知県会議員。大野 信吾（おおの しんご）とも。出生名は大野憲太郎。

## 経歴
刈谷藩藩士の大野家に生まれた。1845年（弘化2年）4月5日には御小姓御雇大小姓勤となり、6月15日には名を信吾とした。1853年（嘉永6年）には父の大野市右衛門が役儀御免となって隠居。1856年（安政3年）9月13日には奥州領の郡奉行となった。1863年（文久3年）11月には天誅組が挙兵する長州浪士事件が起こり、刈谷藩家老を務めていた大野は古河藩に送られて入牢した。1868年（慶応4年）3月9日には再び刈谷藩家老となっている。
明治維新後には大参事や大区長として廃藩後の整理にあたった。1871年（明治4年）の置県後には生産義社を設立して頭取となった。その後は刈谷村の戸長となり、また初代愛知県会議員となった。1884年（明治17年）8月に死去した。1926年（大正15年）8月、亀城公園に記念碑が設立された。